# ChickLit
ChickLit è un film commedia britannico diretto da Tony Britten uscito nel Regno Unito il 2 settembre del 2016.

## Trama
Quattro amici cercano di salvare il loro pub  scrivendo un romanzo "ChickLit" , con conseguenze potenzialmente disastrose.